# برايس هارلاند
برايس هارلاند (بالإنجليزية: Bryce Harland)‏ هو دبلوماسي نيوزيلندي، ولد في 11 ديسمبر 1931، وتوفي في 1 فبراير 2006.